# Spillersboda
Spillersboda is een plaats in de gemeente Norrtälje in het landschap Uppland en de provincie Stockholms län in Zweden. De plaats heeft 314 inwoners (2005) en een oppervlakte van 125 hectare.